# Tomislav Ladan
Tomislav Ladan (n. 25 iunie 1932, Ivanjica⁠(d), Regatul Iugoslaviei – d. 12 septembrie 2008, Zagreb, Croația) a fost un scriitor croat.